# Garrya ovata
Garrya ovata es una especie de planta fanerógama de la familia Garryaceae que es originaria de Texas, Nuevo México y norte y centro de México. Con dos subespecies reconocidas, que algunos autores aceptan como especies separadas:

## Descripción
Garrya ovata es un arbusto que alcanza un tamaño de hasta 5 m de altura, que se encuentra normalmente en el sotobosque de los bosques húmedos. Tiene hojas y gruesas y coriáceas, ovadas, de hasta 10 cm de largo, tomentosas en ambos lados cuando jóvenes, en la madurez glabras anterior pero tomentoso a continuación. Las flores nacen en racimos colgantes. Los frutos son de color azul oscuro, esférico, de hasta 8 mm de diámetro.

## Propiedades
En Puebla la recomiendan para el tratamiento de la bilis, y en Sonora para detener la diarrea.
Historia
En el siglo XVI, el Códice Florentino relata: "se usa para el dolor de estómago, y la fiebre; para las heridas se emplea el tallo hecho polvo y puesto en las partes afectadas". Agrega, "para la digestión y para limpiar los intestinos, se usa la corteza molida y para la orina (enfermedades de la vejiga) se usan los bulbos".

## Taxonomía
Garrya ovata fue descrita por George Bentham y publicado en Plantas Hartwegianas imprimis Mexicanas 14. 1839
Etimología
Garrya: nombre genérico que fue otorgado en honor de Nicholas Garry (1782-1856) de la Compañía de la Bahía de Hudson, que fue asistente de David Douglas en sus exploraciones del Pacífico Noroeste.
ovata: epíteto latíno que significa "ovalada".
Variedades aceptadas
- Garrya ovata subsp. goldmanii (Wooton & Standl.) Dahling
- Garrya ovata subsp. lindheimeri (Torr.) Dahling

Sinonimia
- Fadyenia ovata (Benth.) Endl.
- Garrya ovata subsp. ovata

subsp. goldmanii (Wooton & Standl.) Dahling
- Garrya goldmanii Wooton & Standl.
- Garrya ovata var. goldmanii (Wooton & Standl.) B.L.Turner

subsp. lindheimeri (Torr.) Dahling
- Garrya lindheimeri Torr.
- Garrya ovata var. lindheimeri (Torr.) J.M.Coult. & W.H.Evans[11]